# Токсовские высоты
То́ксовские высо́ты — особо охраняемая природная территория (ООПТ) регионального значения во Всеволожском районе Ленинградской области. Классифицируется как памятник природы.
Находится в северо-западной части посёлка Токсово, к югу и юго-востоку от платформы Кавголово железнодорожной линии Санкт-Петербург — Приозерск, располагается справа от полотна, если стоять спиной к Петербургу. Занимает площадь 59 га. Оформлена как ООПТ в 2014 году постановлением правительства Ленобласти.
Наряду с названием «Токсовские высоты», используются наименования «Кавголовский лесопарк» (не путать с Ново-Кавголовским) и «Кавголовские спортивные высоты» (последнее наименование носит также объединение защитников природных ресурсов в Токсово, добившихся придания участку статуса ООПТ).
Территория памятника имеет классический камовый рельеф. Склоны и вершины камовых холмов покрыты хвойными и смешанными лесами. Сохранились малонарушенные еловые и сосновые южно-таёжные леса возрастом более ста лет. Некоторые межкамовые котловины заросли и превратились в торфяники с развитой типично болотной растительностью.
В зимнее время данная территория активно посещается приезжающими из Санкт-Петербурга лыжниками. Летом она становится местом спортивных занятий, пробежек, пеших прогулок и тренировок по ориентированию. Рядом находятся озёра Кавголовское и Курголовское.